# Гулиелмо Фереро
Гулиелмо Фереро (на италиански: Guglielmo Ferrero, [ɡuʎˈʎelmo ferˈreːro]) е италиански историк, публицист и писател.

## Биография
Фереро е роден на 21 юли 1871 година в Портичи, край Неапол. Учи право в Пиза, Болоня и Торино.
Оженва се за дъщерята на известния криминолог и психиатър Чезаре Ломброзо, с когото си сътрудничи. Пътува в Европа, учи история в Рим и през 1907-1909 година издава петтомна история на Древен Рим. През следващите години започва да пише есета и романи с политическа тематика, застъпвайки се за принципите на класическия либерализъм. След установяването на фашисткия режим в Италия първоначално отказва да напусне страната и остава известно време под домашен арест. През 1929 година става преподавател в Женевския институт за международни отношения.
Остава в Швейцария до края на живота си. Гулиелмо Фереро умира на 3 август 1942 година във Вьове.